# Kalodont

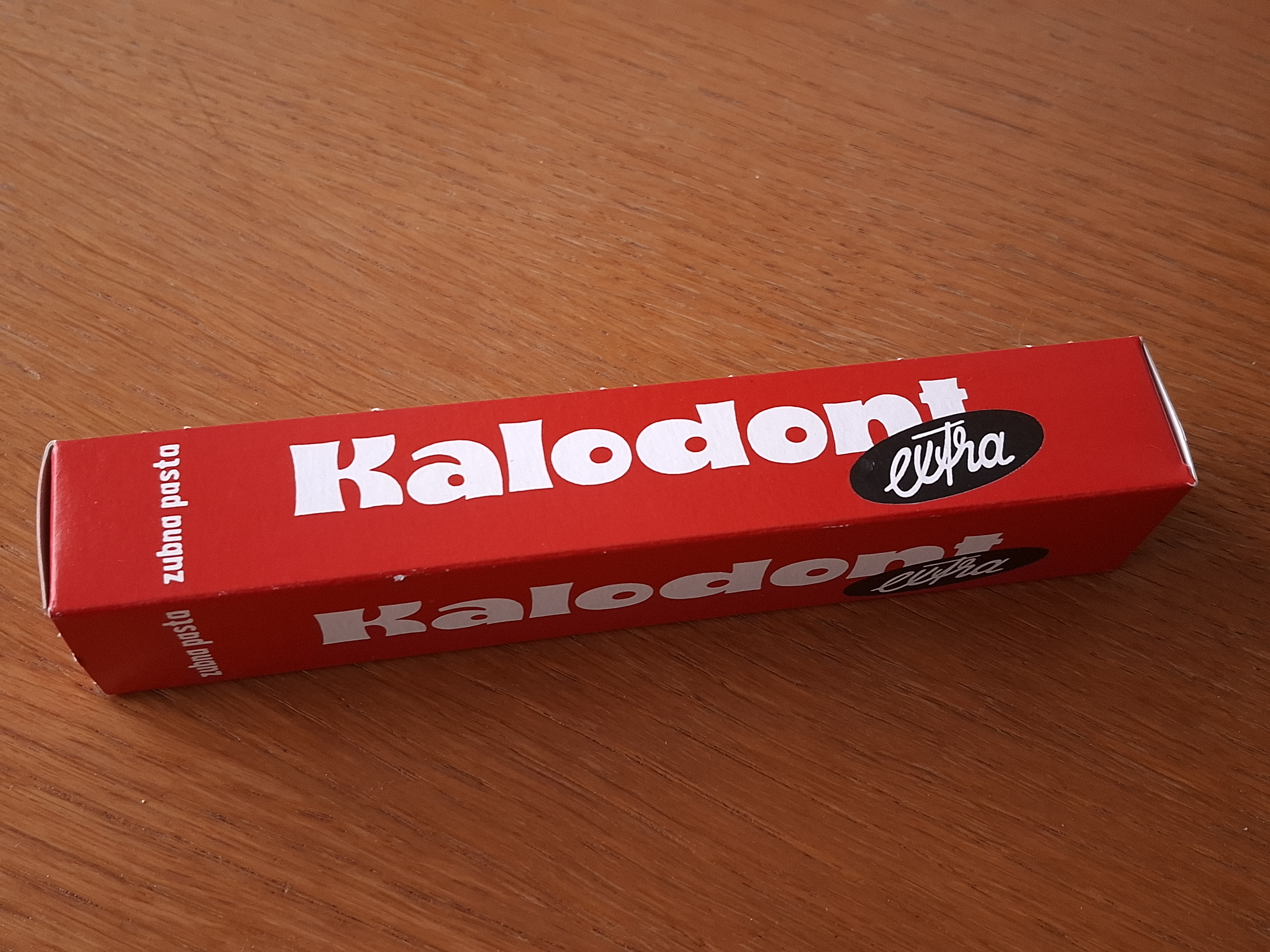
Kalodont en 2024

Kalodont era una marca de dentífrico producida por Sarg's Sohn & Co. de Viena, primero vendida en Austria-Hungría en 1887. Más tarde fue ampliamente distribuida, en 34 otros países, y obtuvo un estado cercano a un monopolio que causó que la palabra "kalodont" se convirtiera sinónima con la palabra para "pasta de diente" en las lenguas eslavas meridionales. Kalodont dejó de ser producida en 1981. También fue anunciada y vendido en Rusia en 1927.